# Nicholas Conyngham Tindal
Nicolas Conyngham Tindal (12 décembre 1776 - 6 juillet 1846) est un célèbre avocat anglais qui a défendu avec succès la reine du Royaume-Uni de l'époque, Caroline de Brunswick, lors de son procès pour adultère en 1820. En tant que juge en chef des plaidoyers communs, un poste qu'il occupe de 1829 à 1846, il est responsable de la mise en place du verdict spécial " Non coupable pour cause d'aliénation mentale " lors du procès de Daniel M'Naghten.

## Jeunesse
Son père, Robert Tindal, est avocat à Chelmsford, où sa famille vivait à Coval Hall depuis trois générations. Son arrière-grand-père, Nicolas Tindal, est le traducteur et le continuateur de l'histoire de l'Angleterre par Paul de Rapin et il est aussi l'arrière-arrière-petit-neveu de Matthew Tindal, le déiste et auteur du christianity as old as the creation (connue comme la «bible du déiste») et descendant de Thomas Clifford, 1er baron Clifford de Chudleigh.
La branche de Nicholas de la famille Tindal descend de John Tindal, recteur de Bere Ferris dans le Devon pendant le Commonwealth d'Angleterre. John Nichols, au XVIIIe siècle, a établi une généalogie soutenant que la famille descendant du baron Adam de Tyndale de Langley Castle, Northumberland, un vassal d'Henri II, bien que cela ait été contesté .
Tindal descend d'un certain nombre de grandes figures juridiques, qui étaient tous membres de Lincoln's Inn : John Fortescue, un grand juriste médiéval et lord chancelier d'Henri VI d'Angleterre ; William Yelverton, un ancien Lord juge en chef d'Angleterre et du pays de Galles ; Roger Manwood, un lord baron en chef de l'Échiquier ; et son neveu, John Manwood, l'arrière-arrière-arrière-grand-père de Nicholas, l'auteur des «Forest Laws».

## Carrière

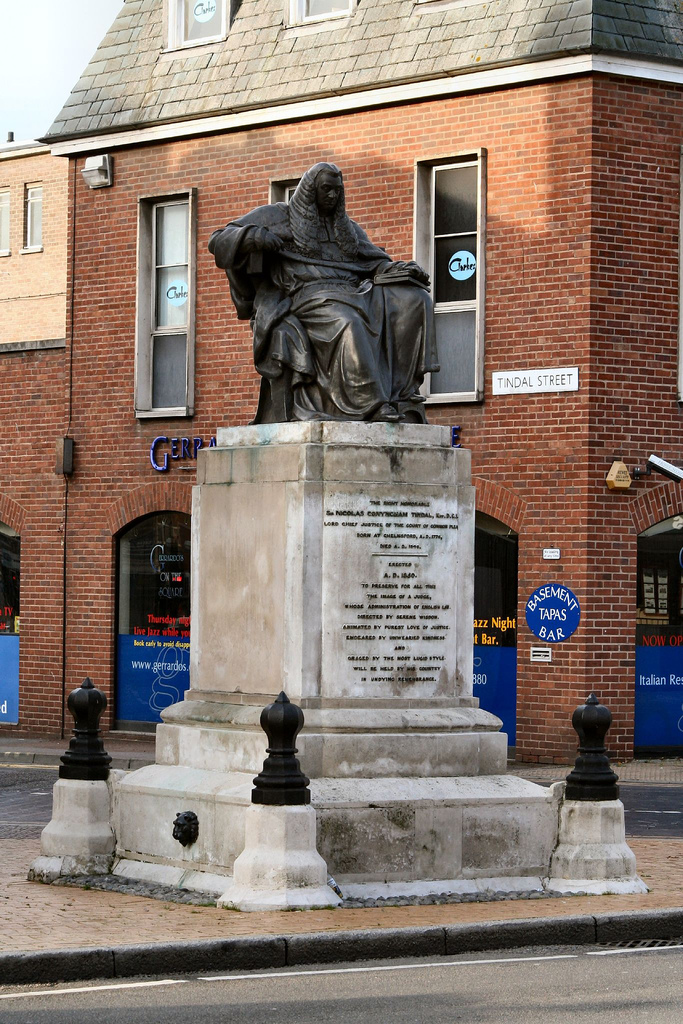
Statue de Nicolas Tindal, Tindal Square Chelmsford.

Tindal fait ses études à la King Edward VI Grammar School de sa ville natale de Chelmsford, puis au Trinity College de Cambridge, où il obtient son diplôme de Wrangler en 1799 et est élu boursier en 1801. Sa statue est érigée dans sa ville natale, et une maison de son ancienne école est maintenant dédiée à sa mémoire.
Admis au barreau de Lincoln's Inn en 1810 (après avoir pratiqué comme plaideur spécial pendant de nombreuses années, comme c'était alors la coutume), Tindal acquiert rapidement une réputation de compétence. En 1818, en tant qu'avocat dans l'appel d'Ashford v Thornton, il soutient avec succès que Thornton a droit à un duel judiciaire. Il ne semble pas que son succès juridique ait été suivi par le succès sur le champ de bataille de son client, qui est privé de l'occasion par la réticence de son accusateur et un changement de la loi.
Élu député conservateur de la circonscription écossaise de Wigtown Burghs de 1824 à 1826; il est député de Harwich en 1826 avant de devenir député de l'Université de Cambridge en 1827. Tindal est solliciteur général de 1826 à 1829, date de sa nomination à la magistrature.
À la magistrature, la plus grande réussite de Tindal a été de réformer considérablement l'application du droit pénal. En introduisant dans la common law le verdict spécial de Défense fondée sur les troubles mentaux et de défense (au meurtre) de provocation, il laisse un héritage qui subsiste encore aujourd'hui. Daniel M'Naghten avait assassiné Edward Drummond, secrétaire de Robert Peel (alors Premier ministre), mais il ne faisait aucun doute qu'il souffrait d'une maladie mentale et il est acquitté dans un verdict si sensationnel que la reine Victoria elle-même a appelé à un nouveau procès à la chambre des lords. Bien que cela contrevienne sans aucun doute au principe de la double incrimination, la Chambre a demandé à un groupe de juges, dirigé par Tindal, de les conseiller sur la voie à suivre lorsque les accusés ont commis des crimes alors qu'ils étaient fous. Ce conseil, menant au verdict spécial, reste le fondement du droit de l'aliénation mentale dans le monde de la common law anglaise.
Il dirige le jury dans le procès des émeutes de Bristol sur le rejet du projet de loi de réforme en 1831 touchant aux règles de common law sur les réunions tumultueuses ,. Dans l'affaire Regina v Hale, Tindal statue que, lorsqu'un accusé est provoqué à un point tel que tout homme raisonnable perdrait son contrôle de soi puis tuerait la personne responsable de cette provocation, l'accusé ne serait coupable que d'homicide involontaire coupable. Ce jugement a également résisté à l'épreuve du temps et est à la base de la défense de provocation en common law et est incorporé à l'article 3 de la loi sur l' homicide de 1957.
L'importance de ces jugements est d'éliminer le spectre du nœud coulant de nombreux prisonniers vulnérables à une époque d'application généralisée de la peine de mort; et réformer le droit en reconnaissant davantage l'importance des différents états d'esprit (mens rea) chez les personnes accusées des crimes les plus graves.

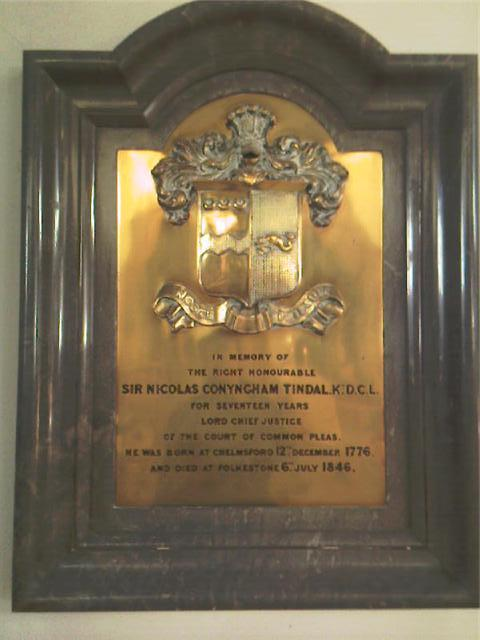
Mémorial à Nicolas Tindal à la cathédrale de Chelmsford

Vers la fin de sa carrière, Tindal se distingue dans le cas de Frost (1839-1840), un prisonnier qui s'est évadé et conduit 5 000 hommes armés à Newport, où ils tirent sur des soldats réguliers. Enjoignant au jury d'examiner les accusations de trahison, Tindal a déclaré que si les motifs de Frost étaient uniquement de libérer les chartistes locaux de la prison, plutôt que d'intimider le Parlement pour qu'il promulgue une réforme constitutionnelle radicale, ils devraient le trouver coupable d'émeutes uniquement . Alors que Frost est finalement condamné, la direction de Tindal différait de la pratique juridique de bon nombre de ses frères juges à l'époque et depuis.

## Mariage et famille
Tindal épouse Merelina, fille du capitaine Thomas Symonds, en 1809, a quatre enfants, le vice-amiral Louis Symonds Tindal (père du compositeur Adela Maddison), le révérend Nicholas Tindal (recteur de Chelmsford), Charles Tindal et Merelina Tindal, qui épouse James Whatman Bosanquet.
Il est décédé le 6 juillet 1846 à Folkestone et est enterré au cimetière de Kensal Green au nord de Londres, avec une plaque à l'intérieur de la cathédrale de Chelmsford (aux côtés de mémoriaux à d'autres membres de sa famille). En plus de sa statue à Chelmsford, il y a un portrait de lui par Thomas Phillips, RA (1770–1845) dans le Hall du Lincoln's Inn et un autre dans le quartier des juges de la Cour royale de justice.